# Kishinouyea hawaiiensis
Kishinouyea hawaiiensis är en nässeldjursart som beskrevs av John R. Edmondson 1930. Kishinouyea hawaiiensis ingår i släktet Kishinouyea och familjen Kishinouyeidae. Inga underarter finns listade i Catalogue of Life.